# Saint-Pol-sur-Ternoise
Saint-Pol-sur-Ternoise és un municipi francès situat al departament del Pas de Calais i a la regió dels Alts de França. L'any 2007 tenia 5.132 habitants.

## Demografia

### Població
El 2007 la població de fet de Saint-Pol-sur-Ternoise era de 5.132 persones. Hi havia 2.196 famílies de les quals 815 eren unipersonals (265 homes vivint sols i 550 dones vivint soles), 606 parelles sense fills, 554 parelles amb fills i 221 famílies monoparentals amb fills.
La població ha evolucionat segons el següent gràfic:
Habitants censats

### Habitatges
El 2007 hi havia 2.485 habitatges, 2.261 eren l'habitatge principal de la família, 29 eren segones residències i 195 estaven desocupats. 1.680 eren cases i 737 eren apartaments. Dels 2.261 habitatges principals, 975 estaven ocupats pels seus propietaris, 1.239 estaven llogats i ocupats pels llogaters i 47 estaven cedits a títol gratuït; 88 tenien una cambra, 228 en tenien dues, 370 en tenien tres, 527 en tenien quatre i 1.048 en tenien cinc o més. 1.159 habitatges disposaven pel capbaix d'una plaça de pàrquing. A 1.110 habitatges hi havia un automòbil i a 531 n'hi havia dos o més.

### Piràmide de població
La piràmide de població per edats i sexe el 2009 era:
| Homes | Edats   | Dones |
| ----- | ------- | ----- |
| 0     | 95 o +  | 4     |
| 4     | 90 a 94 | 28    |
| 20    | 85 a 89 | 60    |
| 40    | 80 a 84 | 64    |
| 84    | 75 a 79 | 160   |
| 96    | 70 a 74 | 184   |
| 116   | 65 a 69 | 172   |
| 76    | 60 a 64 | 108   |
| 76    | 55 a 59 | 96    |
| 160   | 50 a 54 | 220   |
| 168   | 45 a 49 | 160   |
| 156   | 40 a 44 | 144   |
| 156   | 35 a 39 | 200   |
| 192   | 30 a 34 | 168   |
| 280   | 25 a 29 | 220   |
| 144   | 20 a 24 | 156   |
| 220   | 15 a 19 | 124   |
| 160   | 10 a 14 | 156   |
| 164   | 5 a 9   | 164   |
| 156   | 0 a 4   | 132   |

## Economia
El 2007 la població en edat de treballar era de 3.240 persones, 2.236 eren actives i 1.004 eren inactives. De les 2.236 persones actives 1.896 estaven ocupades (1.090 homes i 806 dones) i 340 estaven aturades (150 homes i 190 dones). De les 1.004 persones inactives 291 estaven jubilades, 289 estaven estudiant i 424 estaven classificades com a «altres inactius».

### Ingressos
El 2009 a Saint-Pol-sur-Ternoise hi havia 2.283 unitats fiscals que integraven 5.106,5 persones, la mediana anual d'ingressos fiscals per persona era de 14.263 €.

### Activitats econòmiques
Dels 366 establiments que hi havia el 2007, 4 eren d'empreses extractives, 16 d'empreses alimentàries, 1 d'una empresa de fabricació d'elements pel transport, 8 d'empreses de fabricació d'altres productes industrials, 15 d'empreses de construcció, 113 d'empreses de comerç i reparació d'automòbils, 4 d'empreses de transport, 21 d'empreses d'hostatgeria i restauració, 6 d'empreses d'informació i comunicació, 25 d'empreses financeres, 11 d'empreses immobiliàries, 34 d'empreses de serveis, 77 d'entitats de l'administració pública i 31 d'empreses classificades com a «altres activitats de serveis».
Dels 78 establiments de servei als particulars que hi havia el 2009, 1 era una oficina d'administració d'Hisenda pública, 1 oficina del servei públic d'ocupació, 1 gendarmeria, 1 oficina de correu, 8 oficines bancàries, 3 funeràries, 7 tallers de reparació d'automòbils i de material agrícola, 3 autoescoles, 1 paleta, 4 guixaires pintors, 4 fusteries, 2 electricistes, 2 empreses de construcció, 14 perruqueries, 2 veterinaris, 4 agències de treball temporal, 9 restaurants, 7 agències immobiliàries, 2 tintoreries i 2 salons de bellesa.
Dels 64 establiments comercials que hi havia el 2009, 4 eren supermercats, 3 grans superfícies de material de bricolatge, 1 una gran superfície de material de bricolatge, 1 una botiga de més de 120 m², 6 fleques, 6 carnisseries, 1 una peixateria, 22 botigues de roba, 1 una botiga de roba, 4 sabateries, 6 botigues d'electrodomèstics, 1 una botiga d'electrodomèstics, 2 botigues de material esportiu, 1 un drogueria, 2 joieries i 3 floristeries.
L'any 2000 a Saint-Pol-sur-Ternoise hi havia 7 explotacions agrícoles.

## Equipaments sanitaris i escolars
El 2009 hi havia 1 hospital de tractaments de curta durada, 2 hospitals de tractaments de mitja durada (seguiment i rehabilitació), 1 centre d'urgències, 2 centres de salut, 6 farmàcies i 1 ambulància.
El 2009 hi havia 1 escola maternal i 3 escoles elementals. A Saint-Pol-sur-Ternoise hi havia 2 col·legis d'educació secundària, 1 liceu d'ensenyament general i 1 liceu tecnològic. Als col·legis d'educació secundària hi havia 884 alumnes, als liceus d'ensenyament general n'hi havia 1.001 i als liceus tecnològics 635.

## Poblacions més properes
El següent diagrama mostra les poblacions més properes.